# تشارلز-فيليب بوبيان
تشارلز-فيليب بوبيان هو سياسي كندي، ولد في 10 مايو 1870 في مونتريال في كندا، وتوفي في 17 يناير 1949. نشط حزبياً في حزب كندا المحافظ. وقد انتخب عضو مجلس الشيوخ الكندي ‏.